# إينر أولريش
إينر أولريش (بالدنماركية: Einer Ulrich)‏ مواليد 6 مايو 1896 في كوبنهاغن - الوفاة 28 فبراير 1969 في الدنمارك، كان لاعب كرة مضرب دانمركي. سبق أن شارك في دورة الألعاب الأولمبية الصيفية حيث نافس في حدث الفردي سنة 1924. كما مثل الدنمارك في كأس ديفيز.

## روابط خارجية
- إينر أولريش على موقع رابطة محترفي التنس (الإنجليزية)
- إينر أولريش على موقع الاتحاد الدولي لكرة المضرب (الإنجليزية)
- إينر أولريش على موقع كأس ديفيز (الإنجليزية)
- إينر أولريش على موقع بطولة ويمبلدون (الإنجليزية)
- إينر أولريش على موقع خلاصة التنس.كوم (الإنجليزية)
- إينر أولريش على موقع أوليمبيديا (الإنجليزية)